# 三一节

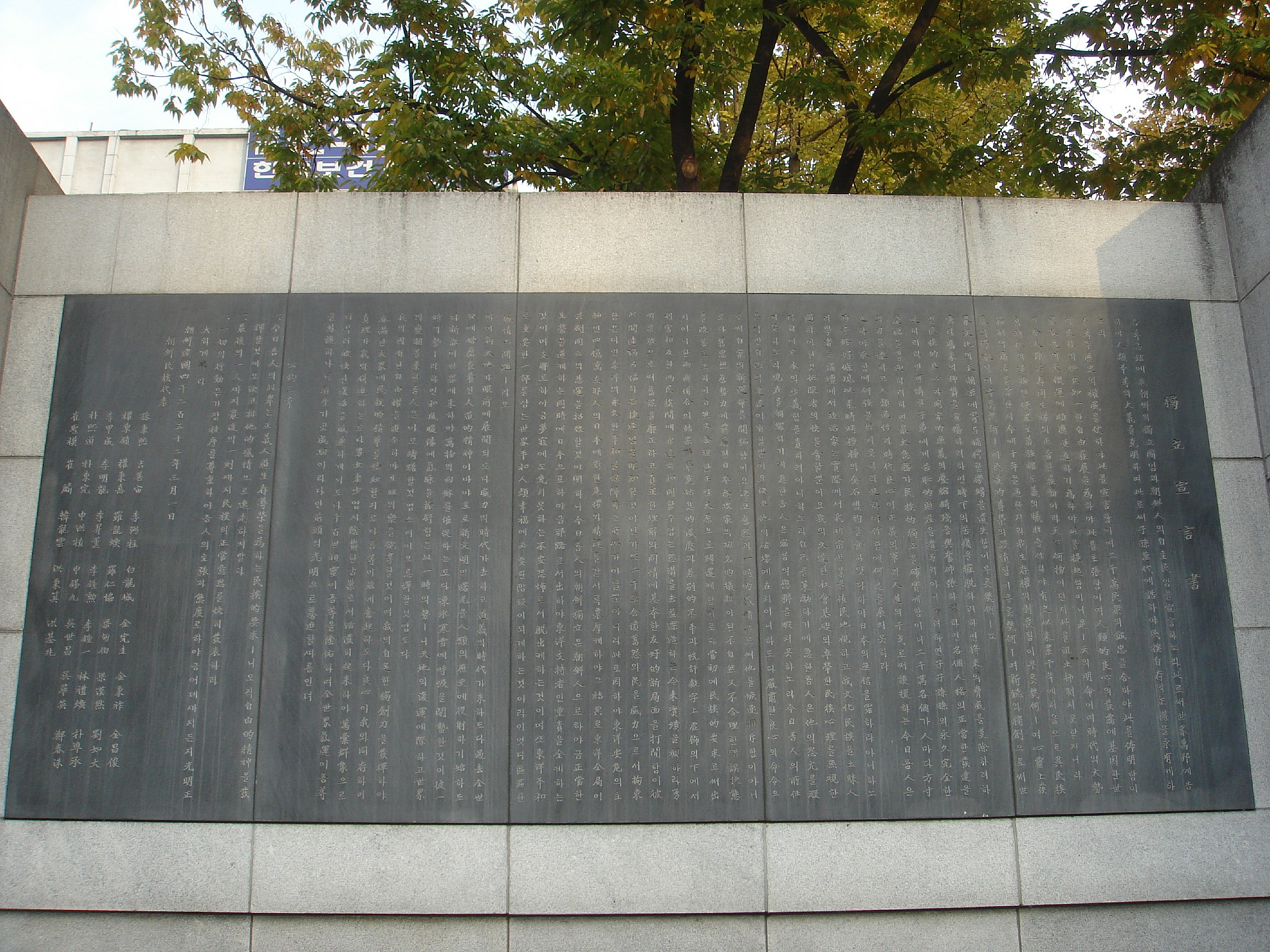
塔洞公园里的《独立宣言书》刻石

三一节（韓語：삼일절），是韩国纪念三一运动的节日，时间是每年的三月一日。每年三月一日，韩国都会举办各种类型的纪念活动，一些民众还会举行反日的游行示威运动。
三一节（3月1日）与制宪节（7月17日）、光复节（8月15日）、开天节（10月3日）和韩文日（10月9日）是韩国的五个“国庆日”。

## 由来
1919年1月22日凌晨，致力于韩国独立的高宗暴毙，死后全身有红斑，两眼发赤，尸体很快腐烂。
韩国广大民众认为高宗是被日本人暗中投毒至死，全国各地群情激愤，纷纷酝酿大规模的抗议示威活动。当时的韩国宗教界领袖孙秉熙与工商企业界等33人联合起草了一份《独立宣言书》，要求国际社会给予韩国独立。1919年3月1日韩国独立人士在塔洞公园举行群众大会，公开宣读《独立宣言书》，引发汉城和韩国其它多地民众的大规模反日游行示威。之后，三一运动的独立浪潮席卷整个朝鲜半岛，有200万以上群众参加了上千起反日示威和武装起义。三一运动遭到当时占领朝鲜半岛的日本人的残酷武力镇压。根据日本官方缩小的统计数字，三一运动期间被杀害的韩国人数有近8000人，1.6万人受伤，数万人被捕。
三一运动是韩国近现代史最伟大的全民性的反日救国运动，对韩国独立运动产生了深远的影响，增强了韩民族的凝聚力。由于三一运动的冲击日本在政治、经济、文化方面都对韩国作出让步，被迫改为文治主义为主的怀柔政策。三一运动促成了大韩民国临时政府的成立。
为了纪念三一运动的自主独立精神，巩固民族团结，培养国民的爱国心，韩国政府在1949年制定并公布了《国庆日法律》，将3月1日这一天定为国庆日“三一节”，并每年举办各种纪念活动。